# Northmoor (Missouri)
Northmoor – miasto w Stanach Zjednoczonych, w stanie Missouri, w hrabstwie Platte.